# Іслам у Європі

Рівень поширення Ісламу у Європі:
<1% (Білорусь, Вірменія, Естонія, Ісландія, Латвія, Литва, Мальта, Молдова, Монако, Польща, Португалія, Румунія, Сан-Марино, Словаччина, Угорщина, Україна, Фінляндія, Чехія)
1%-2% (Андорра, Ірландія, Хорватія)
2%-4% (Іспанія, Італія, Люксембург, Норвегія, Сербія, Словенія)
4%-5% (Велика Британія, Греція, Данія, Ліхтенштейн)
5%-10% (Австрія, Бельгія, Болгарії, Нідерланди, Німеччина, Франція, Швеція, Швейцарія)
10%-20% (Грузія, РФ, Чорногорія)
20%-30% (Кіпр)
30%-40% (Північна Македонія)
40%-50% (Боснія і Герцеговина)
80%-90% (Албанія)
90%-95% (Косово)
95%-100% (Азербайджан, Туреччина)

Починаючи з арабського вторгнення до Іспанії у 711 році, в різних куточках Європи утворювалися мусульманські держави: Кордовський емірат, Сицилійський емірат, Золота Орда та її правонаступники, Османська імперія.
В Західну Європу мусульманство прийшло не так давно, до кінця Другої світової війни тих, хто сповідував іслам було зовсім небагато. Але наразі, у Франції, Німеччині, Великій Британії та інших країнах Європи, вплив ісламу посилився. В основному, це відбувається через збільшення імміграції тих, хто сповідують іслам з країн Магрибу і Близького Сходу, а також через природний приріст нащадків перших поколінь іммігрантів.
Серед нинішніх мусульманських держав Європи є Албанія, Боснія і Герцеговина, Косово. Частка ісламського населення у загальній людності окремих європейських країн (станом на 2018 р.) розкрита в статті М. Влах. 

## ХХІ ст.
Причини і проблеми підняття хвилі ісламського тероризму у Європі болгарський філософ і політолог Андрій Райчев вбачає у європейській толерантності, дешевій робочій силі та кризі європейських цінностей.

### Франція
- За оцінками вчених, у Франції мешкає близько 7,7 млн мусульман, що становить 11% населення континентальної Франції. Це головним чином мігранти із Північної Африки та Близького Сходу та їх нащадки.
- 70% всіх в'язнів в тюрмах Франції сповідують іслам[5][6][7]

### Німеччина
Ісламська частка німецького суспільства — це головним чином трудові мігранти з Туреччини (перше покоління турецької міграції, 1950-ті роки), а також їхні нащадки (2-е та 3-е покоління, що вже народилися в Німеччині) та чисельна рідня, що перебралися до Німеччині наступного часу із статусом «біженців». Загальна кількість турків у Німеччині 1,5 млн. Сюди не входять турки, які вже отримали німецьке (європейське) громадянство. Загальна кількість мусульман у країні з населенням 80,8 млн, за оцінкою організації «Ісламська Конференція Німеччини» коливається в межах 3,8—4,3 млн., що згідно державному Бундес-управлінню статистики дорівнює 5 відсотків від загального населення країни

## Самовизначення керівництва мусульман Європи
Президент Ради мусульман Франції Тарік Рамадан, який сам мешкає у Великій Британії, в інтерв'ю агенції «Euronews» з нагоди серії терористичних актів ісламістів-джихадистів у січні 2015 в Парижі, заявив: «…у Німеччині, Бельгії, Франції і навіть у Великій Британії… скрізь таврують іммігрантів і мусульман, твердять, що іслам — це чужа для Європи релігія. Моя ж позиція цілком протилежна, я кажу, що іслам — це європейська релігія, західна релігія, ми мусимо це прийняти і будувати майбутнє разом»

## Цікаві факти
- У жовтні 2011 року група мусульман-салафітів оголосила про введення законів Шаріату в копенгагенському районі Тінґб'єрг.[11]